# The Distance to Here
The Distance to Here è il quarto album in studio del gruppo musicale statunitense Live, pubblicato il 5 ottobre 1999 dalla Radioactive Records.

## Tracce
Testi e musiche di Ed Kowalczyk, eccetto dove indicato.
1. The Dolphin's Cry – 4:24
2. The Distance – 3:51
3. Sparkle – 4:33
4. Run to the Water – 4:28 (Ed Kowalczyk, Patrick Dahlheimer)
5. Sun – 3:32
6. Voodoo Lady – 4:19 (Ed Kowalczyk, Chad Taylor)
7. Where Fishes Go – 4:22 (Ed Kowalczyk, Patrick Dahlheimer)
8. Face and Ghost (The Children's Song) – 4:30
9. Feel the Quiet River Rage – 4:36
10. Meltdown – 3:55
11. They Stood Up for Love – 4:35 (Ed Kowalczyk, Patrick Dahlheimer, Chad Taylor)
12. We Walk in the Dream – 4:22
13. Dance with You – 4:37

## Formazione
- Ed Kowalczyk – voce, chitarra
- Chad Taylor - chitarra, cori
- Chad Gracey – batteria, percussioni, cori
- Patrick Dahlheimer - basso

## Classifiche

### Classifiche settimanali
| Classifica (1999-00) | Posizione massima |
| -------------------- | ----------------- |
| Australia            | 2                 |
| Austria              | 11                |
| Belgio (Fiandre)     | 1                 |
| Belgio (Vallonia)    | 47                |
| Canada               | 1                 |
| Finlandia            | 24                |
| Germania             | 13                |
| Norvegia             | 2                 |
| Nuova Zelanda        | 2                 |
| Paesi Bassi          | 2                 |
| Regno Unito          | 56                |
| Stati Uniti          | 4                 |
| Svezia               | 6                 |
| Svizzera             | 47                |

### Classifiche di fine anno
| Classifica (1999) | Posizione |
| ----------------- | --------- |
| Australia         | 36        |
| Belgio (Fiandre)  | 20        |
| Paesi Bassi       | 22        |
| Stati Uniti       | 192       |
| Classifica (2000) | Posizione |
| Australia         | 34        |
| Belgio (Fiandre)  | 1         |
| Paesi Bassi       | 8         |